# باقي (شاعر)
باقي (1526 – 1600) (بالتركية: Bâki) هو أحد أعمدة الشعر العثماني وواحد من ممثلي ذروته، وقد حصل الشاعر على هذه المكانة حتى قبل وفاته، إذ لُقّب بسلطان الشعراء.
ولد باقي، واسمه الأصلي محمود عبد الباقي، لأسرة فقيرة في إسطنبول، وكان والده مؤذنًا في مسجد الفاتح، وقد برز باقي في المدرسة الإسلامية التي التحق بها وفيها تشكلت موهبته الشعرية، خاصة مع احتكاكه هناك بأعلام الأدب العثماني في عصره وعلى نحو خاص الشاعر ذاتي (بالتركية: Zâtî)‏.
لتأمين مصدر رزقه، اضطر باقي إلى بيع أشعاره في مسجد بايزيد في أسطنبول، قبل أن تلفت قريحته انتباه أحد كبار معلمي المدرسة السليمانية ليحتضن موهبته ويؤمن له الدعم.
بعد إكماله دراسته، عمل باقي -الذي كان والده مؤذّنًا- معلِّمًا في أحد المساجد، بعد أن كان صبيًّا لصانع سروج، ومع نمو مواهبه، وبعد ضم السلطان سليمان القانوني له إلى دائرته من المثقفين، صار الشاعر يتنقل بين المناصب الحكومية الدينية: من قاضٍ في مكة المكرمة، إلى قاضٍ في العاصمة العثمانية، وصولًا إلى درجة قاضي عسكر روميليا؛ ويعتقد أن عدم بلوغه منصب شيخ الإسلام أصابه بالاكتئاب وعجل بموته.
ورغم التزامه السلفي، والذي يظهر من خلال مؤلفاته بوصفه واحدًا من كبار رجال الدين في عصره - مثل قصيدته المبكرة التي يحتفي فيها بتحويل العثمانيين أبراج الكنائس إلى مآذن، وتحوّل أجراس الأولى إلى أذان؛ غير أن باقي اشتهر بقصائده الغنائية التي لا تخلو من ذكر الخمر والغلمان «تبعًا للعرف ومراعاةً للموضة (...) ومن شأن موسيقية أشعاره، الخفيفة أحيانًا، أن تصل إلى مستوى النبرات المهيبة لسيمفونية، كما يتجلى ذلك في مرثيته الشهيرة لسليمان القانوني».
وفي حين يعتبر مؤرخو الأدب العثماني الشاعر فضولي أعظم شعراء عصر القانوني، يظل «باقي، وليس فضولي، هو الذي يحدد اتجاه الشعر العثماني الكلاسيكي، على مدار القرن الذي يعقب موته. ولن يتمكن أحد من مقلديه في القرن السابع عشر من الاقتراب من أن يكون ندًا له في موهبته».
وتبدو المفارقة في اللقب الذي حصل عليه باقي، وهو «سلطان الشعراء»، إذ يمكن وصفه أيضًا بكونه «شاعر السلاطين»، فقد كان دائمًا قريبًا من القصر السلطاني، سواء في عصر القانوني أو خليفيه سليم الثاني ومراد الثالث، ليمضي بقية حياته متمتعًا بالحظوة السلطانية والحفاوة الشعبية على السواء، وهي الحفاوة التي رافقته أيضًا في جنازته المهيبة والرسمية في إسطنبول.

## أسلوبه
عاش باقى في واحد من أقوى عصور الدولة العثمانية، مما أنعكس على أشعاره وعلى موضوعاته التي طرحها في أشعاره. وكانت أيضا من موضوعاته الرئيسية الحب والطبيعة. ومهما كان قدر تأثره بالتصوف ووجود التصوف بشكل رئيسى في أشعاره الا أنه تناوله من زاوية العشق الذي يعتبر ماهية خاصة بالتصوف. وأحب باقى من المتصوفة «ديوانى». وتميز أدب باقى بالتكنيك الفنى المحكم، والتناغم وفصاحة الكلام وتسلسلة، مما أضفى اختلافا على أشعاره فضلا عن كفاءته العالية ومهارته في استخدام اللغة. فقد أحسن استخدام لهجة أسطنبول التركية في أشعاره. وأولى عناية واهتماما بفصاحة اللغة والموسيقى؛ واختار الكلمة بعناية ودقة. ومن الناحية الموضوعية، تناول موضوعات خارج الدين، فالنغمة التي شكلت غالب أشعاره كانت هي السمة الغالبة عليه. وأصبحت إضافة كبيرة للشعر التركي والديوانى وبلغت مستوى الأثار الأدبية الأشهر في زمانه.

أحد أعماله هذه كان رثاء السلطان سليمان القانوني الذي أطلق عليه «مرثية حضرة سليمان خان»، على وزن «تركيب بند»، أصبحت من أشهر المرثيات نظرا لما تمتعت به من بنية قوية من حيث التكنيك وفصاحة اللغة والتعبير عن روح العصر.

## أعماله
أهم أعماله الديوان وانتهى منه عام 4508، فازيلو جيهاد، فازولي ماككلا، ترجمة حديث اربيان، مرثية القانوني.

## روابط خارجية
- باقي على موقع الموسوعة البريطانية (الإنجليزية)
- باقي على موقع ميوزك برينز (الإنجليزية)